# Kill Van Kull

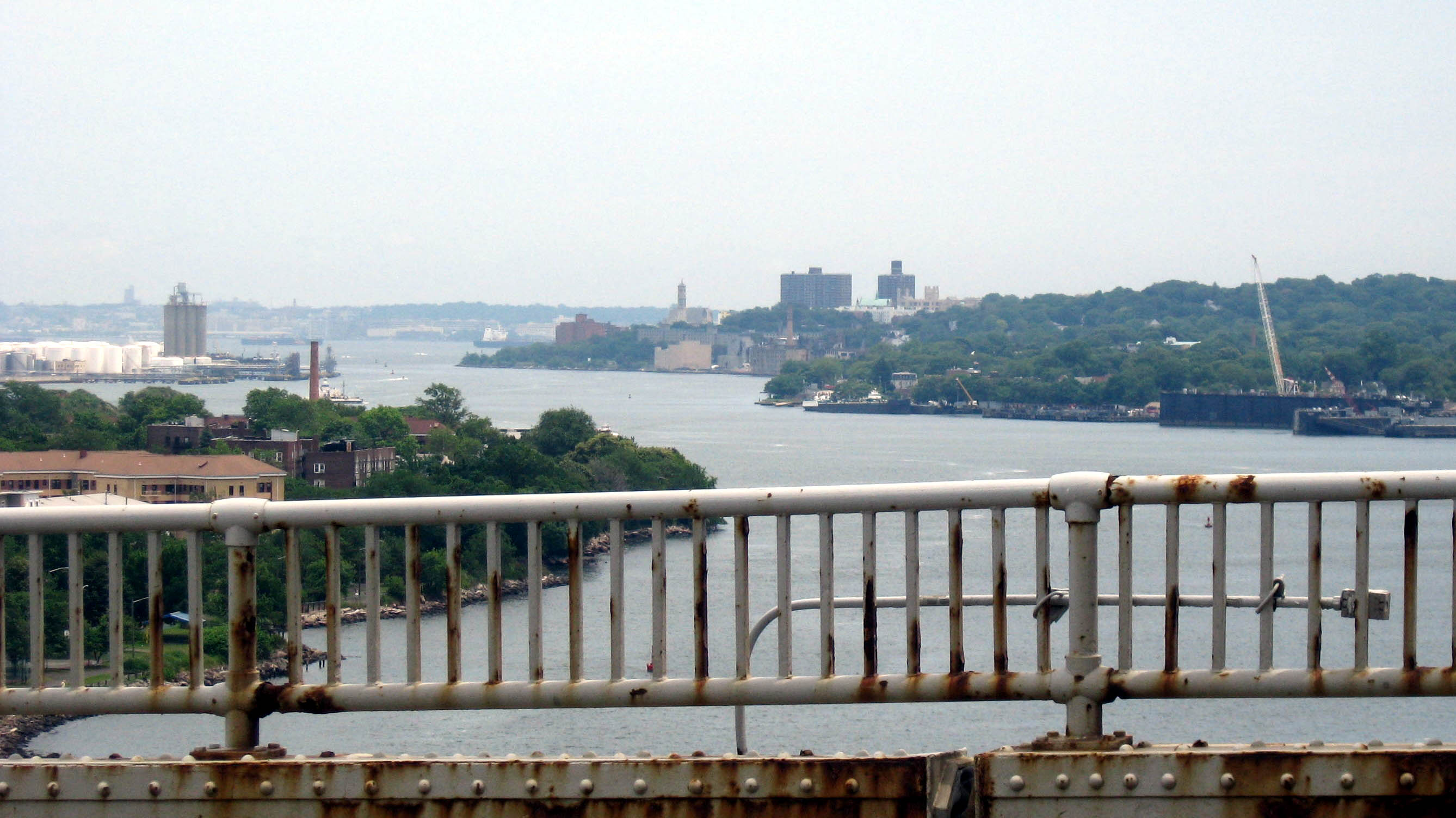
Blick von der Bayonne Bridge

Kill Van Kull ist der Name einer Wasserstraße, die im New Yorker Hafengebiet die Upper New York Bay mit der Newark Bay verbindet und die Insel Staten Island (New York City, New York) vom Gebiet der Stadt Bayonne in New Jersey trennt. 

## Geschichte
Die etwa sechs Kilometer lange und etwa 300 m breite Meerenge wurde von frühen niederländischen Siedlern benannt und ist eine der am meisten befahrenen Wasserstraßen der Welt. Der Name Kill kommt von dem mittelniederländischen Begriff Kille für Graben, Wasserweg, Fahrrinne. 
Bereits 1820 begann hier der Fährverkehr. Der Kill Van Kull ist der Hauptzufahrtsweg für Containerschiffe zum Port Newark-Elizabeth Marine-Terminal, zu diesem Zweck wurden die Fahrrinnen (Kill Van Kull channel) künstlich vertieft. Eine Rinnentiefe von 15,24 m (50 Fuß) wird angestrebt. Der Leuchtturm Robbins Reef Lighthouse liegt vor der Einfahrt in den Kill Van Kull in der Upper New York Bay und warnt vor der Untiefe Robbins Reef.
Der Wasserweg wird seit 1931 von der Bayonne Bridge überspannt.

## Lage

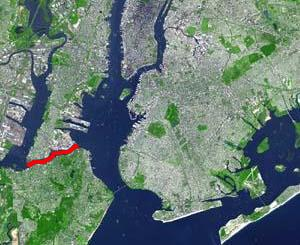
Kill Van Kull (in rot), verbindet die Upper New York Bay mit der Newark Bay
Karte des New Yorker Hafen, zeigt die Lage des Kill Van Kull

## Quelle
- NYC Roads, Crossings, Bayonne